# Nathriobrium
Nathriobrium is een kevergeslacht uit de familie van de boktorren (Cerambycidae). De wetenschappelijke naam van het geslacht werd voor het eerst geldig gepubliceerd in 1980 door Hovore.

## Soorten
Nathriobrium is monotypisch en omvat slechts de volgende soort:
- Nathriobrium methioides Hovore, 1980